# Аджи-Мушкай
Аджи́-Мушка́й (укр. Аджи-Мушкай, крымскотат. Acı Muşqay, Аджы Мушкъай) — микрорайон города Керчи, расположен на севере территории. До 1960-х годов — отдельное село.
В Аджи-Мушкае расположены Царский курган — памятник погребальной архитектуры IV века до н. э., усыпальница одного из членов династии Спартокидов и Аджимушкайские каменоломни, где со второй половины мая до конца октября 1942 года часть войск Крымского фронта вела оборону против немецких войск.

## История
Считается, что, под названием Черкес, селение упоминается в «Книге путешествий» Эвлии Челеби под 1667 годом.
Вновь, как деревня Хадчи-мышкай, с 5 дворами и 2 колодцами, где черкесы жили, в доступных источниках селение встречается в «Описании городов отошедших по мирному 1774 года с Оттоманскою Портою трактату в Российское владение и принадлежащей к ним земли, с некоторым географическим известием инженер-подполковника Томилова»" 1774 года, затем — на карте 1842 года, где хутор Аджи-Мушкай обозначен условным знаком «малая деревня», то есть, менее 5 дворов.
Согласно «Списку населённых мест Таврической губернии по сведениям 1864 года», составленному по результатам VIII ревизии 1864 года, Аджи-Мушкай — слободка городского ведомства Керчь-Еникальского градоначальства, с 89 дворами, 389 жителями и каменоломней при колодцах. Данные о поселениях градоначальства второй половины XIX — начала XX века пока недоступны и в следующий раз селение упоминается в «Памятной книжке Керчь-Еникальского градоначальства на 1913 год». На верстовой карте Крыма 1896 года в селении обозначено 99 дворов с русским населением. Согласно переписи 1897 года в пригороде 961 житель, в том числе 930 православных.
После установления в Крыму Советской власти, по постановлению Крымревкома, 25 декабря 1920 года из Феодосийского уезда был выделен Керченский (степной) уезд, Керчь-Еникальское градоначальство упразднили, Постановлением ревкома № 206 «Об изменении административных границ» от 8 января 1921 года была упразднена волостная система и в составе Керченского уезда был создан Керченский район в который вошло село (в 1922 году уезды получили название округов). 11 октября 1923 года, согласно постановлению ВЦИК, в административное деление Крымской АССР были внесены изменения, в результате которых округа были отменены и основной административной единицей стал Керченский район. Согласно Списку населённых пунктов Крымской АССР по Всесоюзной переписи 17 декабря 1926 года, в селе Аджи-Мушкай, Картелезского сельсовета Керченского района, числилось 254 двора, из них 167 крестьянских, население составляло 1259 человек, из них 1019 русских, 205 украинцев, 32 грека, 1 эстонец 2 записаны в графе «прочие», действовала русская школа I ступени (пятилетка). Постановлением ВЦИК «О реорганизации сети районов Крымской АССР» от 30 октября 1930 года (по другим сведениям 15 сентября 1931 года) Керченский район упразднили и село включили в состав Ленинского, а, с образованием в 1935 году Маяк-Салынского района (переименованного 14 декабря 1944 года в Приморский) — в состав нового района. На подробной карте РККА Керченского полуострова 1941 года в Аджи-Мушкае обозначено 260 дворов.
Указом Президиума Верховного Совета РСФСР от 18 мая 1948 года, Аджи-Мушкай переименовали в Партизаны. Ликвидировано до 1960 года, поскольку в «Справочнике административно-территориального деления Крымской области на 15 июня 1960 года» селение уже не значилось (согласно справочнику «Крымская область. Административно-территориальное деление на 1 января 1968 года» — в период с 1954 по 1968 год, как село Керченского горсовета), но, фактически, было включено в городскую черту, при этом продолжая оставаться отдельным поселением.
После административного присоединения села к Керчи название Партизаны вышло из употребления (есть сведения, что в 1967 году возвращено историческое название), сегодня микрорайон известен под своим историческим названием Аджи-Мушкай.

## Экономика
В микрорайоне на 2017 год имелось не более 40 рабочих мест: отделение почты, поселковая школа, три магазина, музей. На половине улиц нет водопровода и газоснабжения.